# 银翼杀手
是一部1982年上映的美国新黑色反乌托邦科幻電影，為雷利·史考特執導，哈里遜·福特、魯格·豪爾、西恩·楊和爱德华·詹姆斯·奥莫斯等人主演。電影的劇本由漢普敦·芬奇與大衛·畢波斯撰寫，改編自菲利普·K·迪克所著的1968年小說《仿生人會夢見電子羊嗎？》（Do Androids Dream of Electric Sheep?）。
電影描寫了反烏托邦的洛杉矶，大企业公司透过基因设计生产被称为人造人的一种有机机器人，只用于地外殖民地中危险、卑下或娱乐业的工作。被称作“銀翼殺手”的特别警察负责追捕及“退役”（即结束生命）反抗禁令并回到地球的人造人。主要剧情聚焦于已退休的銀翼殺手瑞克·戴克勉为其难地接下任务，去追捕一群在近日發動叛亂並偷渡回地球的人造人。在戴克調查的過程中，他與一名先進型號的人造人瑞秋開始了一段關係，使他對於人與人造人之間的人性差別產生質疑。
《银翼杀手》最初的電影評論呈现两极分化的态势：一部分观众批评影片缓慢的节奏，而另一部分激赏其具有复杂层次感的未來主题。電影發行1年後，榮獲了著名的雨果獎最佳戲劇表現獎。該片在北美上映的票房表現不理想，但很快成為一部邪典电影。该片的美术设计受到赞扬，描绘了一个“改进”的未来世界，至今仍是“新黑色电影”这一类型的代表作。《银翼杀手》使原著作者菲利普·K·迪克受到好莱坞注目，他的其他作品之后也多被改编为电影。雷利·史考特认为本片“可能”是他最完整、最个人化的电影。1993年，《银翼杀手》因其在“文化上、历史上或美学上具重要意义”，獲美国国会图书馆列入國家影片登記表。該片現今獲得許多影評人將其列為有史以來最佳的科幻電影之一。
因制作主管有争议的各种修改，該片一共出现过在不同市场上映的7个版本。在粗剪版受到好评后，因该片在影帶出租界的热门，导演剪辑版于1992年仓促发行，成为最早发行DVD的电影之一，卻也导致了畫質與音質的水準平庸。2007年，华纳兄弟公司发布了最终剪辑版，該版本為《银翼杀手》發行25週年纪念的数位重制版本，也是史考特擁有完全艺术创作自由的一个版本。该版本在部分選定的劇院中放映，隨後发行電影的DVD、HD DVD和藍光、UHD版本。
續集《銀翼殺手2049》在2017年10月上映。

## 剧情
2019年11月的美國洛杉磯，退休警察瑞克·戴克被官员蓋夫截住，蓋夫带他去见老长官布萊恩。身为一名前「银翼杀手」，戴克過往的工作是追捕被称为「人造人」的生化机器人，并令他们「退役」（「杀死」的委婉说法）。布萊恩告訴戴克近來几位「連鎖六型」（Nexus-6）人造人非法来到地球，他们仅有四年寿命，可能来地球寻求延长生命的方法。 
戴克與布萊恩查看另一名在職的「银翼杀手」霍登進行人性测驗（Voight-Kampff test）的錄影，這是一种透过对问题的同理心反应来从人类中区分出人造人。试验对象李昂在霍登问及他母亲的事之后，開槍將他打成重傷。布莱恩委託戴克將李昂和其他三位人造人：羅伊·貝提、左拉和普莉絲給「退役」，戴克在布莱恩的間接威脅下不情愿地接受了。
戴克首先前往泰瑞公司（Tyrell Corporation）確認人性測驗是否對連鎖六型有效。艾爾頓·泰瑞博士卻突兀的讓他的助理瑞秋接受測驗，測試結果讓戴克得知瑞秋是名自认为人类的先進型號人造人试验品。她被植入假記憶，這些「記憶」則為她提供了能讓情感沉積的溫床。因此，区分她是否为人造人的测试需要扩展加长。
与此同時，人造人正試圖接觸泰瑞博士，從而得到延长生命的方法。罗伊和李昂去了老周的眼睛制造实验室，向他逼供如何才能見到泰瑞博士。老周为了保命透露了J·F·賽巴斯汀的身分，后者是一名和泰瑞博士私交甚篤的基因设计师。瑞秋拜訪了戴克的住處，向他展示了一张自己童年时的家庭照片来證明她是人類。但戴克解释她的记忆是被植入的，她扔下照片流着泪离开。
戴克在搜查李昂的酒店房间时，发现了一张左拉的照片和人造蛇鳞片。他追查这个线索，找到了左拉和蛇一起表演的脱衣舞俱乐部。随后戴克在人群蜂拥的街道上枪击將她「退役」。紧接着布萊恩出現，他告訴戴克需將瑞秋加入退役名单，因为她从泰瑞公司失蹤了。戴克在人群中看到瑞秋，但被突然出现的李昂攻击，两人扭打在一起。瑞秋用戴克被李昂打掉的手枪擊斃李昂救了他，他們一起回到戴克的公寓，接着他們共度了亲密的一刻。
普莉丝跟罗伊找上了賽巴斯汀，賽巴斯汀同情他们的困境，帶羅伊通過泰瑞博士阁楼的安保措施。在泰瑞博士的臥房裡，羅伊提出延長生命的要求，並請求眼前這個如上帝一般的人造人創造者的寬恕。在兩個請求都落空之後，羅伊殺了泰瑞博士與賽巴斯汀。
獲知上開兇案的戴克进入賽巴斯汀的住所調查，受到普莉絲伏擊，但仍设法將她擊斃。此时羅伊回來了，戲謔似地在房子內追杀戴克並折斷了他的兩根手指，最后两人来到屋顶。戴克試圖跳到另一个屋顶上以求逃脱，但結果只能勉强吊掛在一條屋樑上。羅伊輕鬆地跳到同个屋顶上，在戴克的手鬆脫的瞬間救了他。在生命时限接近尽头时，羅伊開始了关于他即将消逝的记忆的独白，戴克静静地看着他在自己面前死去。不久蓋夫到達，向戴克喊道：「她（意指瑞秋）活不久真是太可惜了！可是誰又能長命百歲？」。 
警覺到的戴克趕回到住處，发现瑞秋在他的床上安穩地睡觉。他們離開時，戴克发现了蓋夫留下的锡箔獨角獸摺紙，他回想起之前蓋夫所說的那句話，帶著瑞秋走進電梯（首映版本中，最后的场景則是戴克和瑞秋离开公寓面对不可知的未来，在一片宁静的田园风光中驾车驶过）。

## 演員
- 哈里遜·福特飾演瑞克·戴克：銀翼殺手，奉命追捕六名從外世界逃脫的人造人。
- 西恩·楊飾演瑞秋（Rachael）：泰瑞的女助手，被植入泰瑞侄女记忆的人造人。

六名逃脫的人造人在片中出現四名，分別是：
- 魯格·豪爾飾演羅伊·貝提（Roy Batty）：用於防禦崗位的戰鬥型人造人（2016年啟用）[19]，行為暴力但有思想[20][21]，心智能力高[19]。
- 黛瑞·漢娜飾演普莉絲·史崔登（Pris）：軍事型/取悅型人造人（2016年啟用）[19]。
- 喬安娜·卡西迪飾演左拉·莎樂美（Zhora Salome）：女性人造人（2016年啟用），受過政治暗殺的訓練[19]。
- 布瑞恩·詹姆斯飾演李昂·柯瓦斯基（Leon Kowalski）：戰鬥型人造人（2017年啟用）[19]，心理能力較弱[22]，在電影开场处枪击了一位银翼杀手後逃逸。

其他角色包含：
- 爱德华·詹姆斯·奥莫斯飾演蓋夫（Gaff）：戴克的同事[23]。
- 麥可·艾密特·沃許（英语：M. Emmet Walsh）飾演哈利·布萊恩（Bryant）：警察隊長。
- 威廉·桑德森（英语：William Sanderson）飾演J·F·賽巴斯汀（J.F. Sebastian）：同情人造人的天才，把他们视为同伴[24]。因為患有类似早衰症的基因疾病「瑪土撒拉症候群」（Methuselah Syndrome），因此和人造人一样寿命很短[25]。
- 喬·特科爾飾演艾爾頓·泰瑞博士（Dr. Eldon Tyrell）：企业大亨，建立了基於人造人奴隸的商业帝国[註 2]。
- 吳漢章飾演漢尼拔·周（Hannibal Chew）：亞裔老人，人造人眼睛的製作者。
- 摩根·保爾（英语：Morgan Paull）飾演戴夫·賀登（Dave Holden）：在戴克接手前负责追捕六位人造人的银翼杀手，在开场中遭李昂枪击成重傷。
- 凱文·湯普森（Kevin Thompson）飾演貝爾（Bear）：賽巴斯汀製作的機器人[27]。
- 約翰·愛德華·艾倫（John Edward Allen）飾演凱薩（Kaiser）：賽巴斯汀製作的機器人[27]。
- 海伊·派克（英语：Hy Pyke）飾演泰菲·路易斯（Taffey Lewis）：低級酒吧的老闆，買下人造蛇的有錢人。
- 班·艾斯塔（英语：Ben Astar）飾演阿布都·班·哈山（Abdul Ben Hassan）：人造蛇製作師。
- 岡崎巖（日语：ロバート・オカザキ）（Iwao Okazaki / Robert Okazaki）飾演壽司攤老闆

來源：

## 發展

### 籌備
美國作家菲利普·狄克的小说《仿生人会梦见电子羊吗？》在1968年出版，沒多久就引起了改编的兴趣。1969年，导演马丁·斯科塞斯與編劇傑伊·考克斯曾有意想把該小說搬上大银幕，但从未买下过電影改編權。制片人赫伯·杰夫的公司于1974年早期获得改编权，但狄克不满意杰夫之子罗伯特·杰夫写的剧本，狄克在日後受訪時表示：“杰夫的剧本真是太糟糕了……罗伯特飞到圣安娜来和我讨论这个项目。他下飞机后我说的第一句话是：‘我是应该在机场就揍你一顿，还是回到我的公寓后再揍你？’由於改編計畫缺乏進展，杰夫的公司於1977年將改編權脫手。
1975年，編劇漢普敦·芬奇打算製作一部電影，在好友詹姆斯·麥克斯威爾的推薦下讀了《仿生人会梦见电子羊吗？》。芬奇並不喜歡該小說，但認為將之搬上大銀幕將有利可圖。芬奇在該年與迪克會面，但沒有進展。1977年，芬奇的友人布萊恩·凱利以2000美元向迪克買下《仿生人会梦见电子羊吗？》的改編權，並打算與製片人麥可·迪利合作製片。芬奇幫凱利編寫劇本大綱給迪利過目，引起迪利的興趣之後，芬奇用1978年一整年寫出了劇本初稿。之後芬奇持續修改劇本，迪利則四處推介劇本以求資金挹注。
與此同時，迪利等人開始物色導演。英國導演雷利·史考特是迪利的第一人選，史考特當時正在籌備製作期漫長的《沙丘魔堡》，在1979年4月收下了劇本但婉拒邀請。1980年，史考特的兄長法蘭克（Frank）逝世，史考特希望盡快投入電影製作來分散悲傷，於是在1980年2月21日簽約執導《銀翼殺手》。在史考特正式加入前，導演人選還包含阿德里安·莱恩、迈克尔·艾普特與布魯斯·貝勒斯福，而凱瑟琳·哈伯（Katherine Haber）與罗伯特·马利根一度成為改編企畫的導演。马利根於1979年8月17日加入，但他的理念與芬奇等人不合，後於1979年12月3日退出。
為了準備拍片資金，迪利先後與环球影业和CBS影業接洽，並與後者建立合作。然而史考特對本片的構想讓預算大漲至1100萬美元，CBS影業因而在1980年2月退出。1980年4月9日，迪利從电影之路公司取得1300萬美元的投資，該公司當時的老闆拉斐爾·艾特克斯（Raphael Etkes）是迪利的好友。电影之路公司的加入使《銀翼殺手》亮起綠燈，拍攝定於1981年1月12日開始，1981年圣诞节檔期上映。在前期制作阶段，劇組投入了約250万美元進行設計、搭景和勘景，期間迪利等人察覺到整部片可能會超支，屆時的總支出將高達1500萬，甚至2000萬美元。與此同時，电影之路公司陷入財務危機，劇組嘗試爭取米高梅和聯美等片商的贊助，並因沒有薪水可領而瀕臨解散。1980年12月，电影之路公司在本片开拍前幾週时宣布撤资，迪利在十天内從一椿三方交易中獲得了至少2150萬美元的資金，使本片最終得以製作完成。該三方分別是賴德电影公司的艾倫·賴德二世、香港電影製片邵逸夫爵士與串联制片公司。华纳兄弟透過賴德电影公司投資700萬至750萬美元，藉此取得本片在美國的院線發行權，邵逸夫付了750萬美元取得海外發行權，串联制片公司則用700萬美元拿下電視播出和家用媒體的版權。

### 編劇

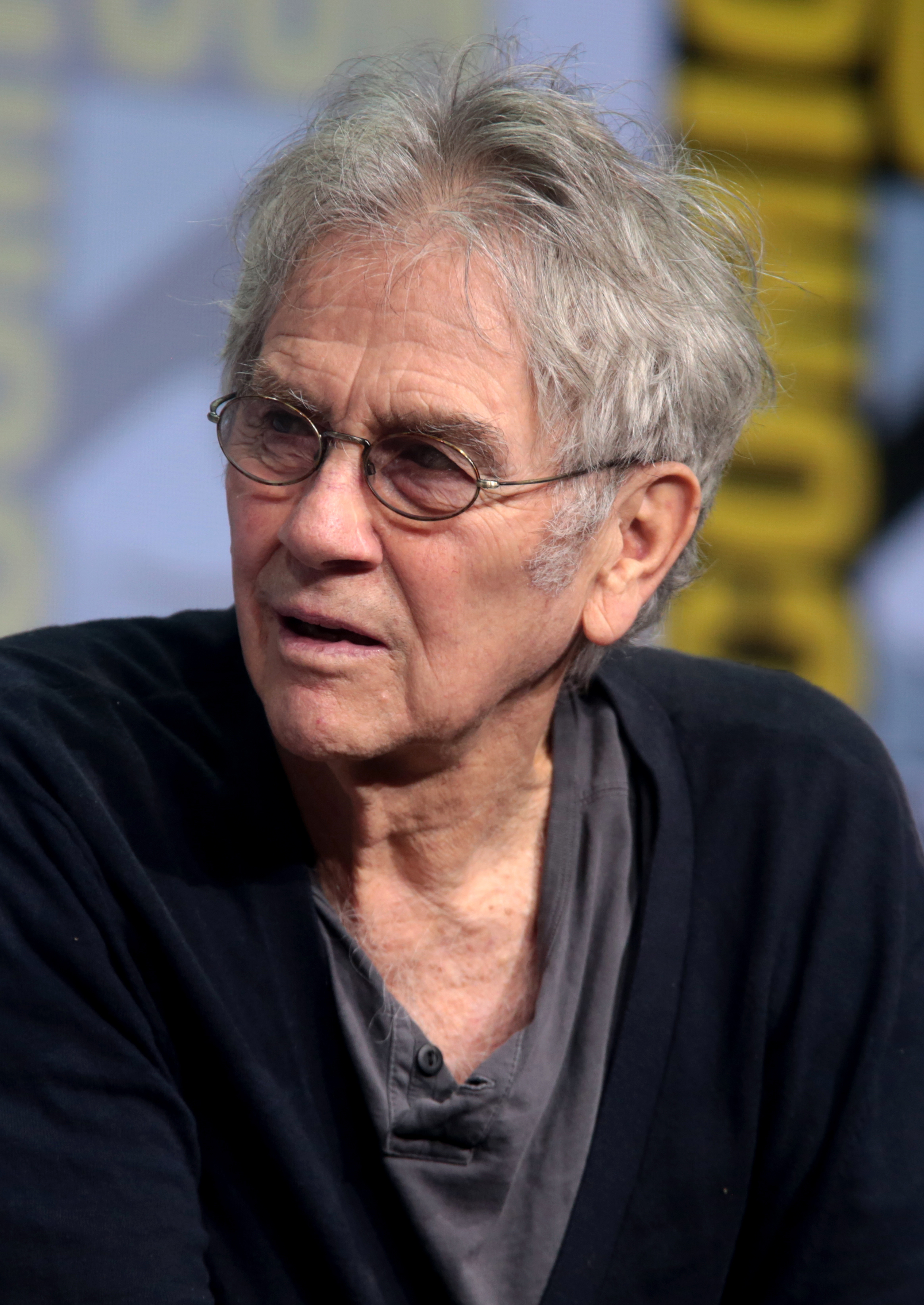
編劇漢普敦·芬奇（攝於2017年）

芬奇的劇本初稿將原著的故事背景旧金山改成洛杉矶，並加入他當時逐漸重視的環保議題與生态学。當時的情節仍聚焦於戴克為了賞金四處獵殺人造人，目的是買一頭非人造的真羊。初稿的結局是瑞秋於戴克的公寓跳樓自殺，戴克因此陷入瘋狂，隻身步行深入沙漠企圖送掉性命。戴克倒下後看到一隻烏龜，烏龜經歷一番掙扎後成功翻身，深有感觸的戴克於是起身掉頭。該劇本屬於低預算的作品，場景集中在室內，對外頭的世界少有描寫。
1980年4月，芬奇開始與導演史考特合作改寫劇本，為時八個月。在許多新點子之中，史考特敦促芬奇多加描寫「窗外的世界」，並推薦漫畫雜誌《重金屬》，讓芬奇以裏頭的作品為靈感來源。修改後的劇本標記為1980年7月24日，該劇本與最終成片已有許多相似處，但在配角描寫和結局上仍有不同。在該劇本的結局中，戴克開車載著瑞秋到郊外讓她看生平第一場雪，然後將她射殺。戴克的畫外音說道，身為人類意味著做選擇，而瑞秋做出了死亡的選擇。該劇本還包含第六位人造人瑪莉（Mary），但因預算刪減而刪除。
芬奇的初稿沿用了原著小說的書名，第二稿則題為「人形機器人」（Android）。後來芬奇從圖畫書《Mechanismo》得到靈感，因此希望將該書名當作片名，但未能取得該名稱的使用權。迪利選擇以「危險的日子」（Dangerous Days）當作片名，認為較符合劇本的浪漫氣息。芬奇在1980年7月為主人翁瑞克·戴克想出了新的職稱：「銀翼殺手」（Blade Runner），取自威廉·柏洛茲的中篇小說《刀尖跑者：一部電影》。史考特也喜欢这个名稱，他與芬奇認為這甚至可以當作新片名，便让迪利取得了该标题的使用权。
芬奇與史考特後來逐漸產生意見分歧，根據迪利的說法，芬奇將本片視為浪漫風格的道德劇，史考特則想拍出一部偵探驚悚片。史考特與迪利於1980年11月另找大衛·畢波斯来改写剧本，畢波斯的新劇本共159頁，日期註記為1980年12月15日。畢波斯以「Replicant」（源於Replicate）一詞取代原本對人造人的稱呼「Android」，並追隨史考特的想法，在劇本中加入了偵探辦案的要素，線索「蛇的鱗片」亦是由畢波斯安插。畢波斯的劇本開場描寫了羅伊·貝提等人從外世界逃亡的過程，這個橋段後來因為預算問題而刪除；結局則是戴克選擇不殺身為人造人的瑞秋，為此還殺了蓋夫，因而即將面臨警方圍剿。芬奇于1980年12月21日退出，尽管他后来又回来参与了一些改写。最後劇組以1981年2月23日完成的劇本當作攝影臺本。劇本中曾有一個頗吃重的角色——警方的超級電腦「埃斯珀」（the Esper），會說話且無所不在，但在劇本改寫後只剩下工具的作用。
迪克頗為介意無人告知他本片的製作事宜，这进一步加深了他对好莱坞的不信任感。1981年2月，他在洛杉磯刊物《电视选择指南》（Select TV Guide）上撰文批评芬奇剧本的早期版本，之後剧组将畢波斯改写的劇本寄給了他。狄克对改写后的剧本感到满意，並在訪談中表示说：“我读完剧本后，拿出小说翻了一遍。两者互为对方增色，先看小说的人会享受电影，而先看电影的人也会从小说中获得乐趣。”迪克於1982年3月2日逝世後，本片的片末字幕中註記將此片献给狄克。

### 演員安排
對於主人翁戴克的选角，芬奇最初把勞勃·米契预想成戴克，在创作戴克的台詞时也想著米契。史考特中意德斯汀·荷夫曼，雙方自1980年8月7日正式展開合作，但數個月後因想法不合而分道揚鑣。1980年10月，哈里遜·福特簽約擔任戴克的演員，獲選原因包含他在《星球大战》系列中的出色表现、他自己对《银翼杀手》故事的兴趣，以及斯蒂芬·斯皮尔伯格对他在新片《法櫃奇兵》的表现大加称赞。在《星球大战》和《法櫃奇兵》的成功后，福特也正寻找一个有深度的角色。迪利與史考特認為，戴克這個角色結合了冷硬派公事公辦作風（類似山姆‧史培德和菲力普·馬羅）以及逐漸萌生的感性（同情追捕對象），如此耐人尋味的角色可以讓福特大展身手。福特則稱，戴克並不喜歡殺戮，這點與他的職責產生衝突，因此是個有意思的角色。根据1981年的记录，有很多演员一度被列為人選，包含金·哈克曼、肖恩·康纳利、杰克·尼科尔森、保羅·紐曼、克林特·伊斯特伍德、湯米·李·瓊斯、彼得·福克、艾尔·帕西诺、尼克·诺尔蒂和畢·雷諾斯等人。
戴克的演員確定後，劇組開始為其他角色進行選角。人造人领袖罗伊·貝提的演員並不難決定，史考特仅凭借自己看过魯格·豪爾在《橘兵》中的表现，没有见面就录用了他。原著作者菲利普·狄克认为豪尔的詮釋是“完美的貝提——冷血、雅利安人、毫無瑕疵”。在豪尔参与的众多电影中，《银翼杀手》是他的最爱。在2001年的一次在线聊天中，他说：“《银翼杀手》不需要任何解釋，它就是這樣，一切都是最棒的，從來沒有一部像這樣的作品。能参与一部改变世界思想的真正傑作真是太棒了。”對於蔚為經典的「雨中泪水独白」，劇本台詞原本不盡相同，是由豪格修改而成。
在舉辦瑞秋的試鏡時，摩根·保罗負責假裝成哈里遜與候選女演員对戏，最後獲選的是西恩·楊。楊的特質讓史考特聯想到费雯·丽，並且符合名氣較小且氣質脫俗的條件，雖然選角導演麥克·芬頓覺得妮娜·艾索羅德更適合，史考特還是選了楊。黛瑞·漢娜飾演人造人普莉斯，她從《诺斯费拉图：夜晚的幽灵》裡的克勞斯·金斯基身上獲得角色造型的靈感。史黛西·尼尔金與莫妮克·范德文等女演員也有參與普莉斯的試鏡。爱德华·詹姆斯·奥莫斯饰演蓋夫，他與編劇畢波斯一同構想出蓋夫在片中所使用的虛構混合语「城市混合语」（Cityspeak）。在麵攤和戴克碰面的场景中，蓋夫说的话部分为匈牙利语。威廉·桑德森飾演幫助人造人的J·F·賽巴斯汀，乔·潘托里亚诺曾被考虑过出演该角色。麥克·艾密特·沃許在電影《暗夜心声》的演出讓他獲選飾演警察隊長布萊恩。

## 製作

### 設計

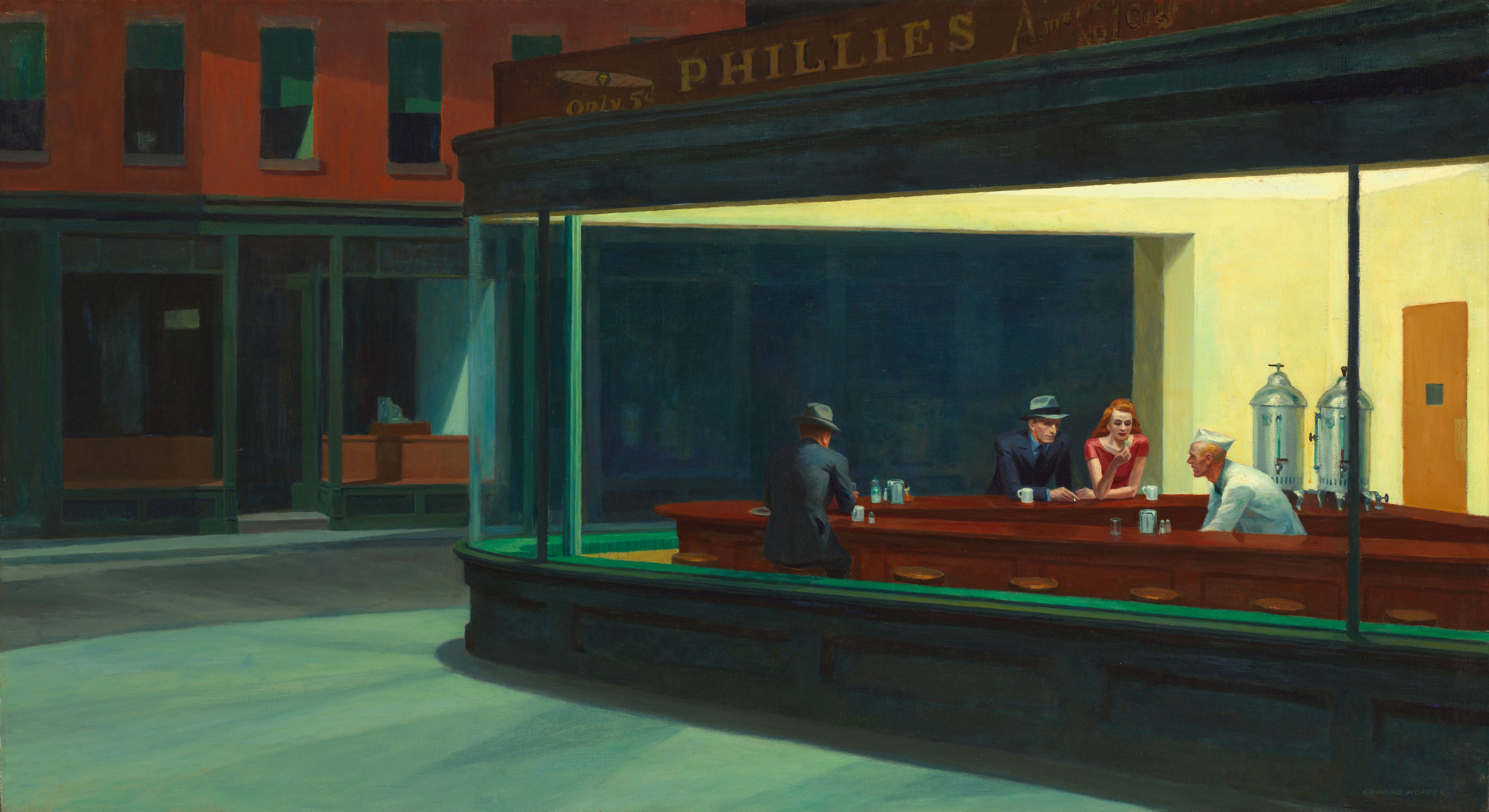
愛德華·霍普的畫作《夜遊者》

在本片的籌備過程中，導演史考特對本片的美術設計與視覺風格有很大的影響，美術團隊的設計亦須經過史考特批准。對史考特來說，本片的情調和觀感源於愛德華·霍普的畫作《夜遊者》。片中呈現了洛杉磯在2019年（原定是2020年）的未來樣貌，史考特賦予這座城市擁擠破敗、空中交通混亂的印象。在這背後，史考特從法国科幻漫畫杂志《重金属》刊登的作品中汲取靈感，主要是漫画家莫比斯的作品。史考特也參考了曾居住过的东北部英格兰的工业化景象，以及“香港在天气很糟糕时的城市景观”。在城市的畫面安排上，特效總監大卫·卓萊爾（David Dryer）參考了弗里茨·朗的默片《大都會》。
1980年美國演員罷工使本片延期開拍，因此前期製作期長達九個多月，美術團隊有非常充裕的時間進行設計與準備。1980年4月，史考特首先聘請未来主义藝術家席德·米德擔任本片的概念设计师，原因是對米德的畫集《Sentinel》感到驚艷。一開始米德的工作僅是設計車輛，由於他在繪製草圖的時候也會一併畫出背景環境，史考特便請他建構片中的洛杉磯，其筆下設計類似於未來的东京。米德也將史考特對孚卡測驗機的構想化為草圖。之後勞倫斯·G·普爾獲選為美術指導並組成美術團隊，藝術總監則由大衛·史奈德擔任。普爾與三位藝術家合作，湯姆·紹斯韋爾（Tom Southwell）繪製插圖、曼托爾·休伯納負責分鏡，謝爾曼·拉比負責場景的設計圖。片中的霓虹燈材料來自《夢中情人》，並由紹斯韋爾重新設計。霓虹燈的字樣大多為日文，如此一來觀眾因為讀不懂就不會分心。
汽车定制师吉恩·温菲尔德按照米德的概念设计图，打造了25輛或27辆真实大小的车，包含數輛飛行車輛回旋车、計程車和卡車，花了5.5個月才完成，這些車大多採用大众汽车的底盤。對於回旋车，其設計是可以當成陆地交通工具驾驶，也可以垂直升空、盘旋和巡航。設計者米德將回旋车描述为“重航空器”（aerodyne）——通过向下噴射空气来获得升力，尽管电影宣传资料包中称它由三种机器推动：传统内燃机、喷气发动机和反重力系统。大部分的車輛都在拍攝後銷毀，剩下的則用於其他電影、公開展示或成為私人收藏。在美国华盛顿州西雅图的科幻博物馆和名人堂中，有一辆回旋车是常设展览的一部分。

### 拍攝

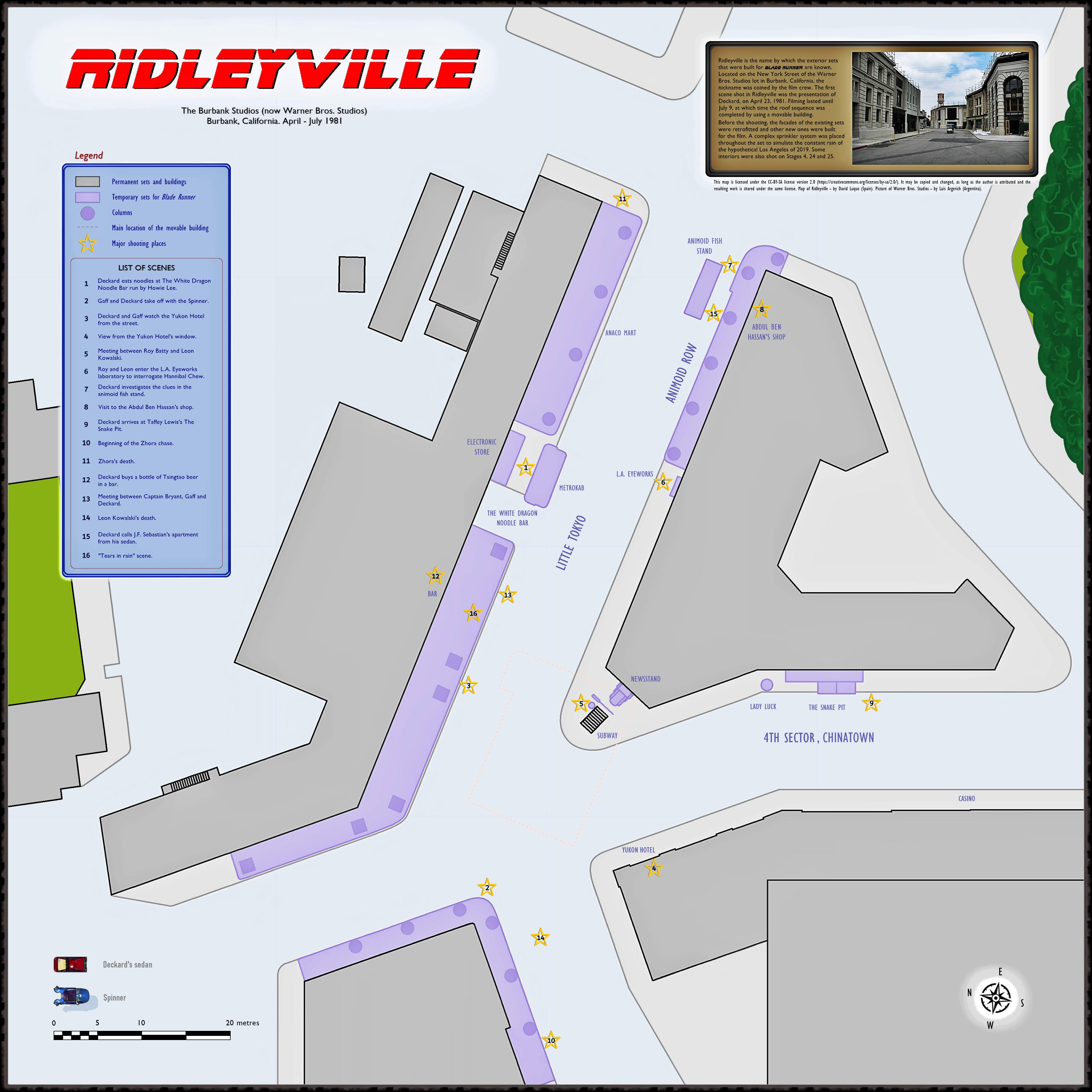
大型露天布景「雷利城」的地圖

本片的攝影指導由乔丹·克隆威斯擔任，他由於罹患帕金森氏病而健康狀況不佳，在拍到最後一個月時已必須坐輪椅。本片的主体拍摄規劃於1981年3月1日開始，劇組在3月2日開工，不過第一個片段在3月9日才開拍。片中的洛杉磯主要在華納兄弟製片廠的布景拍攝，劇組考慮過在纽约、亚特兰大或伦敦等城市的街道上拍片，但實地取景較難控制環境，而且耗資較鉅。其他一些場景則在製片廠的其他攝影棚搭景，例如泰瑞爾的辦公室是在4號攝影棚、戴克房間的內景在24A攝影棚。
本片所用的主要攝影棚是「紐約街道」（New York Street），該大型城市露天布景始建於1929年，曾用於拍攝《梟巢喋血戰》等片。在米德的規劃下，劇組將該布景翻新成2019年的紐約市樣貌，並稱新布景為「雷利城」（Ridleyville）。在雷利城拍攝的第一場戲是戴克在麵攤的橋段，日期為1981年4月23日。由於沒錢打造完美的布景，劇組將洛杉磯的場景都設定在晚上，並在拍片現場造雨和造霧，如此一來布景拍起來比較好看。在拍街景時，劇組聘請了至少300名臨時演員。
除了攝影棚工作外，劇組在洛杉磯出外景數次。史考特在洛杉磯有兩處中意的地點：布萊伯利大樓和洛杉磯聯合車站，在片中分別扮演賽巴斯汀的所住的公寓和警察局。劇組在車站的一隅搭建警察局的布景，該布景在拍攝完成後仍保留著。二街隧道也是本片的取景處之一。對於戴克所住的公寓，史考特原本打算在弗蘭克·勞埃德·賴特打造的恩尼斯住宅拍攝但未能如願，劇組於是將部分設計複製到製片廠做布景。戴克的單人房間由劇組精心製作，花費了比原定多三至四倍的17.5萬美元。
在拍攝開始後，由於史考特的完美主義，拍片進度屢屢落後。出資方不滿史考特反覆重拍同一個鏡頭，讓史考特非常憤怒。本片原定於1981年7月1日完成拍攝，表面上本片在1981年6月30日就已殺青，但劇組在1981年7月的第二週才結束拍攝。史考特在1981年7月11日被開除，但十天後就回到崗位。本片在伦敦進行剪輯，由史考特和剪輯師泰瑞·羅林斯操刀。本片的粗剪版約有4個小時，內部試映的評價不佳，最終刪減了很多橋段並補拍了一些鏡頭。補拍鏡頭中由維克·阿姆斯壯充當哈里遜。

### 特效與後製
本片的特效於1980年8月開始籌備，並在主體拍攝進行時就展開特效製作，最後於1981年12月19日完成。本片的特效總監由道格拉斯·特朗布爾、理查·尤里希與大卫·卓萊爾（David Dryer）擔任，特朗布爾將《第三類接觸》用過的設備與技巧運用在本片中。特效團隊力求用有限的時間和金錢完成特效，原著作者菲利普·狄克在去世前曾观看一段20分钟的特效试验片段，並高兴地向史考特表示影片中构建的世界正符合他的想象，他也在訪談中說過：“我在KNBC的新闻节目里看到了道格拉斯·特朗布爾为《银翼杀手》制作的一个特效片段。我一下子就认出来了。这是我內在所想的世界。他们完美地捕捉到它的样子。”
特效團隊使用了微縮模型和接景等手法，完全沒有使用當時的新技術電腦合成影像（CGI）。微縮模型的其中一例是開頭的「冥府景觀」（Hades landscape），特效團隊使用縱向深度為15英尺（4.6）的模型搭配強迫透視的手段來完成。泰瑞爾企業的總部也是微縮模型，底座的面積約8平方英尺（0.74平方），頂部則約為2.5平方英尺（0.23平方）。模型的內部空間放置十瓩的燈泡，窗戶的部分是透明的，因此會透光。迴旋車飛越城市的畫面也運用了建築的微縮模型，但由於預算不夠，特效團隊就地取材、混搭了許多雜物。若微縮模型拍起來不好看，特效團隊會用煙霧、調整打光和加入鏡頭耀光來改善觀感。特效團隊原本不滿意迴旋車飛行的橋段，便在迴旋車的模型上裝了最亮的燈來改良畫面。
在處理接景時，特效團隊將拍好的畫面與手繪背景一同曝光，用途包含呈現街景戲的背景建築，以及營造戴克即將從高樓墜下的效果。馬修·尤里希是接景部分的重要人物。原理類似的「多重曝光」（multipass exposure）也是片中使用的技術之一，以「冥府景觀」為例，特效團隊先拍下火焰，然後將膠片倒回去拍攝模型，使得兩個畫面在膠片上重合。一個橋段的曝光次數可多達十餘次，過程非常有挑戰性，一旦犯錯就必須重新來過。在打造特效鏡頭時，劇組藉由運動控制科技進行精準的拍攝，並使用70毫米膠片而不是常規的35毫米膠片，彌補因影像重疊而損失的影像品質。

## 配乐
由范吉利斯編寫的《银翼杀手》配樂具有古典成份，並組合了雷利·史考特想像中反映黑色電影氣氛的黑暗旋律。范吉利斯當時剛因為《火戰車》而獲得了奧斯卡金像獎的獎座。他運用自己的音樂合成器來進行編曲，以「太空」模式為2019年創造出一種名為「新世紀音樂」的風格，就像他的專輯「天堂與地獄」中聽到的一樣。他同時使用各種不同的樂鐘，以及同事迪米斯·卢索斯的人聲來進行創作。史考特另外也採用范吉利斯「回頭見」專輯中的一首「綠色的回憶」（此專輯為管弦樂版本，在史考特後來的電影《情人保鏢》中再度獲得採用）。
「基於情感上和不穩定的特性，《银翼杀手》的配樂以豐富、有特色的聲音表現諸多衝突（紛爭之於和諧，光明之於黑暗）。」musicoutfitter.com
儘管受到廣大樂迷熱烈讚揚，並在1983年榮獲英國電影和電視藝術學院獎和金球獎最佳配樂的提名，加上寶麗德唱片公司在片尾也承諾將會推出配樂專輯，但本片的原聲帶推出仍延遲了長達十年的時間。本片的電影配樂有兩種官方版本，其中一種是1982年由原始配樂改編而成，有細微相似度的由新美洲管弦樂團（The New American Orchestra）推出的管弦樂版本。有些樂曲在1989年問世，但直到1992年推出了導演剪輯版後才開始大量發行。無論如何，雖然專輯中大部份樂曲是來自於影片本身，仍然有少數范吉利斯的編曲最後沒收進其中。除此之外在專輯中也有一些新的作品，因此有許多人並不認為這是一張能作為配樂代表作的專輯。
由於專輯製作的延遲及重製粗劣的品質，導致許多私製專輯盛行了好幾年。其中以1982年發行的版本在科幻大會上造成轟動，使得官方版本延遲發行。在1993年由Off World Music發行的一張專輯，比1994年范吉利斯的官方版CD涵蓋了為數更廣的樂曲。剛果唱片稍後也發行一張幾乎同性質但音質稍佳的版本。到了2003年另外兩種版本也問世了，包含了「Esper Edition」與稍後發行的「Los Angeles-November 2019」。雙碟版的「Esper Edition」當中收錄了官方釋出的樂曲、剛果唱片的版本與電影本身的配樂。最後的「2019」是單碟CD，內含電影裡的聲音，也把一些由「Westwood」公司推出的《银翼杀手》遊戲音樂置於其中。在所有版本裡，剛果唱片出版的產品被公認為音質最佳的版本，而「Esper Edition」與「Los Angeles - November 2019」則是最能紀念該片的代表作。

## 解读
虽然《银翼杀手》最初是以一部动作电影的身份上映的，但是它却有着非同寻常的深度。和不少赛博朋克电影一样，银翼杀手深受黑色电影影响，加入了钱德勒式（Chandleresque）的旁白和蛇蝎美人类型的角色，并且运用了黑暗阴沉的手法进行拍摄。和大部分黑色电影一样，银翼杀手也探索了英雄值得怀疑的道德观和平庸的人性。
《银翼杀手》，无论是就主题而言，抑或是就语言而言，都是包含最多文化元素的科幻电影之一。在主题方面，电影于希腊古典戏剧的背景下，探讨了人类基因工程技术进步对道德哲学和精神哲学的影响。在语言方面，电影则借鉴了威廉·布莱克的诗作和圣经。J·F·賽巴斯汀（J.F. Sebastian）和艾爾頓·泰瑞（Eldon Tyrell）的不朽對局象征人和神所强加的道德进行斗争。《银翼杀手》常见问题集进一步解释了棋局的意义：“[棋局]代表了人造人（Replicant）和人类之间的斗争：人类认为人造人不过是兵，迟早被一个个吃掉。而人造人（兵）则想得到永生。在另一层面上，泰瑞和賽巴斯汀的棋局代表了貝提（Batty）秘密接近泰瑞。泰瑞在和賽巴斯汀下棋时，犯了第一个致命错误。他后来见到貝提时，又犯了第二个致命错误 - 企图说服他。”
《银翼杀手》描绘了一个与现今不一样的未来。电影探讨未来科技对环境和社会的影响，但又运用文学元素、宗教象征、古典戏剧主题以及黑色电影手法来联系过去。电影中的未来，一些地方先进亮丽，但另一些地方却陈旧落后。过去、现今和未来的张力就出现在这样的未来之中。
电影当中出现了不少夸张的想象：只手遮天的企业、无处不在的警察、锐利的灯光，和置于个人之上的力量。这种力量，以人造人的遗传编程最为突出。掌控环境的人类将自己所创造的动物变成商品。在如此压抑的背景下，很多地球居民和当年的欧洲移民美洲一样，移民外星殖民地。电影中的洛杉矶无论是在文化上，抑或是在商业上，都由日本主导，应对了电影拍摄时流行的预言：美国最终会在经济上被日本超越。电影将焦点放在眼和图像修改上面，以探讨现实，和人类感知现实的能力。
电影为检视人性的中心主题营造了不确定的气氛。电影中的银翼杀手运用测试装置Voight-Kampff是寻找人造人。因此，Voight-Kampff是身份的重要指标。但是，电影中的人造人情感丰富，关心他人，和冷酷无情的人类截然不同。这令人质疑主角的本质，并且重新审视作为人的意义。

### 戴克是否為人造人
在影片上映後，關於片中男主角戴克是人類或人造人的爭議，就成為影迷不斷辯論的話題。雷利·史考特在保持20年的模糊說法之後，終於在2002年發表了說明——戴克的確是人造人。然而漢普敦·芬奇和哈里遜·福特卻曾表明，戴克其實是人類。這在影迷間形成了一個粗略的共識：在原版的影片中戴克或許是人類，不過在導演的剪輯版中他卻是人造人。具體來說，在導演剪輯版中表現的是戴克的夢境，它以獨角獸作為象徵；在影片的最後蓋夫留給戴克一隻用紙折成的獨角獸。這可能代表蓋夫知道那個夢，而且暗示著戴克就像瑞秋一樣，是個擁有植入性記憶的人造人。

## 迴响
《银翼杀手》於1982年6月25日在1290家影院上映。此日期是由製片小艾伦·拉德选中，由於他之前的高票房作品（《星際大戰》與《異形》）在接近的日期上映（1977年與1979年的5月25日），使這天成為他的「幸運日」。然而首周票房令人失望，僅有615萬美元。造成票房不如預期的重要因素是本片與其他科幻片《突變第三型》、《星艦迷航記II：星戰大怒吼》和《E.T. 外星人》几乎同期上映，尤其是占据当年夏季票房的大片《E.T. 外星人》对其影响很大。
影評人對《银翼杀手》抱有兩極化的態度，部份人士認為该片的故事让位于特效，而且並不是宣传中的那种「動作／冒險」類電影。而另一些人士則對其複雜度讚譽有加，預言該片將能经得起時間考驗。
美国的影评界普遍认为该片緩慢的节奏拖累了它在其他方面的优点。《洛杉磯時報》的希拉·班森（Sheila Benson）戲稱其片名應為「Blade Crawler」，而派特·伯曼（Pat Berman）在《国家报》和《哥伦比亚记录》中将其形容为“科幻色情片”。寶琳·凯尔写道，因该片“非凡的”拥挤巨大都市布景，《银翼杀手》“有它自己的独特视觉风格，而一部有自己视觉风格的科幻片是无法被忽视的——它在影史上会有一席之地”，但“它不是用平易近人的语言表达的”。罗杰·埃伯特讚賞原版和导演剪辑版在視覺上的表現并因此而推荐他们，但认为人类的故事老套薄弱 。2007年，在最终剪辑版发行后，艾伯特稍微改变了自己原来对此片的看法，把它加入了他伟大电影的名单中，并写道：“别人确信我以前对《银翼杀手》的意见体现了我有糟糕的鉴赏力和想象力，但如果这部电影是完美的，为什么雷利爵士还在继续修补改进它？”《银翼杀手》在爛番茄网站上得到91%的新鲜度，基於收集的96篇評論，平均分為8.4（滿分10分）。该网站的主流评价为“雷德利·斯科特神秘的、新黑色电影风格的《银翼杀手》在公映时未能得到理解，但其影响力随着时间加深，是一部视觉上非凡的、极其具有人性的科幻杰作。”

### 獲獎及提名列表
《银翼杀手》获得下列提名或奖项：
| 年份 | 奖项                 | 类别                    | 被提名者 | 结果 | 來源    |
| ---- | -------------------- | ----------------------- | --- | ---- | ------- |
| 1982 | 英國電影攝影師學會獎 | 最佳長片攝影            | 乔丹·克隆威斯 | 提名 | [ 153 ] |
| 1982 | 洛杉磯影評人協會獎   | 最佳摄影                | 乔丹·克隆威斯 | 獲獎 | [ 154 ] |
| 1983 | 英国电影学院奖       | 最佳摄影                | 乔丹·克隆威斯 | 獲獎 | [ 155 ] |
| 1983 | 英国电影学院奖       | 最佳服装设计            | 查尔斯·科诺德（Charles Knode）、迈克尔·卡普拉                                                                                     | 獲獎 | [ 155 ] |
| 1983 | 英国电影学院奖       | 最佳艺术指导            | 勞倫斯·G·普爾 | 獲獎 | [ 155 ] |
| 1983 | 英国电影学院奖       | 最佳剪辑                | 泰瑞·羅林斯 | 提名 | [ 155 ] |
| 1983 | 英国电影学院奖       | 最佳化妆                | 马文·维斯特莫 | 提名 | [ 155 ] |
| 1983 | 英国电影学院奖       | 最佳配乐                | 范吉利斯 | 提名 | [ 155 ] |
| 1983 | 英国电影学院奖       | 最佳声音效果            | 彼得·佩内尔（Peter Pennell）、巴德·阿尔佩（Bud Alper）、格拉姆·V·哈特斯通（Graham V. Hartstone） 盖瑞·汉普雷斯（Gerry Humphreys） | 提名 | [ 155 ] |
| 1983 | 英国电影学院奖       | 最佳特殊效果            | 道格拉斯·特朗布爾、理查·尤里希、大卫·卓萊爾（David Dryer）                                                                        | 提名 | [ 155 ] |
| 1983 | 雨果奖               | 最佳戲劇表現            | 《银翼杀手》 | 獲獎 | [ 156 ] |
| 1983 | 伦敦影评人协会奖     | 特别成就奖              | 勞倫斯·G·普爾、道格拉斯·特朗布爾、席德·米德                                                                                       | 獲獎 |         |
| 1983 | 金球獎               | 最佳原创配乐            | 范吉利斯 | 提名 | [ 157 ] |
| 1983 | 奥斯卡金像奖         | 最佳艺术指导            | 勞倫斯·G·普爾、大衛·史奈德、琳达·德希娜                                                                                           | 提名 | [ 158 ] |
| 1983 | 奥斯卡金像奖         | 最佳視覺效果            | 道格拉斯·特朗布爾、理查·尤里希、大卫·卓萊爾                                                                                       | 提名 | [ 158 ] |
| 1983 | 土星獎               | 最佳科幻電影            | 《银翼杀手》 | 提名 |         |
| 1983 | 土星獎               | 最佳導演                | 雷德利·斯科特 | 提名 |         |
| 1983 | 土星獎               | 最佳特效                | 道格拉斯·特朗布爾、理查·尤里希 | 提名 |         |
| 1983 | 土星獎               | 最佳電影男配角          | 魯格·豪爾 | 提名 |         |
| 1983 | 波尔图奇幻电影节奖   | 国际奇幻电影奖          | 最佳影片 – 雷德利·斯科特 | 提名 |         |
| 1994 | 土星奖               | 最佳类型影像发行        | 《银翼杀手》（导演剪辑版） | 提名 |         |
| 2008 | 土星奖               | 土星奖最佳DVD特别版发行 | 《银翼杀手》（5碟终极收藏版） | 獲獎 |         |

### 佳片榜单列表
收录《银翼杀手》的“最佳电影”榜单如下：
| 年份 | 评选者                                 | 名单标题                               | 排名 | 注                      |
| ---- | -------------------------------------- | -------------------------------------- | ---- | ----------------------- |
| 2001 | 《乡村之声》                           | 20世纪百佳电影                         | 94   | [ 159 ]                 |
| 2002 | 在线影评人协会（OFCS）                 | 百年百佳科幻电影                       | 2    | [ 160 ]                 |
| 2002 | 《视与听》                             | 视与听影史十佳2002年榜单               | 45   | [ 161 ]                 |
| 2002 | 《50部经典电影》（50 Klassiker, Film） | 《50部经典电影》（50 Klassiker, Film） | 无   | [ 162 ]                 |
| 2003 | 《死前必看的1001部电影》               | 《死前必看的1001部电影》               | 无   | [ 163 ]                 |
| 2003 | 《娱乐周刊》                           | 邪典电影50佳                           | 9    | [ 164 ]                 |
| 2004 | 《衛報》，科学家                       | 影史十佳科幻电影                       | 1    | [ 165 ] [ 166 ] [ 167 ] |
| 2005 | 《完全电影》编辑                       | 影史百佳电影                           | 47   | [ 168 ]                 |
| 2005 | 《时代杂志》影评人                     | 时代影史百佳电影                       | 无   | [ 169 ] [ 170 ] [ 171 ] |
| 2008 | 《新科學人》                           | 最爱科幻电影（读者和员工评选）         | 1    | [ 172 ] [ 173 ]         |
| 2008 | 《帝國》杂志                           | 史上最佳的500部电影                    | 20   | [ 174 ]                 |
| 2010 | IGN网站                                | 史上最佳的25部科幻电影                 | 1    | [ 175 ]                 |
| 2010 | 《完全电影》                           | 影史百佳电影                           | 无   | [ 176 ]                 |
| 2012 | 《视与听》                             | 2012年视与听影评人250佳电影榜          | 69   | [ 177 ]                 |
| 2012 | 《视与听》                             | 2012年视与听导演250佳电影榜            | 67   | [ 178 ]                 |

#### 美國電影學會得獎列表
- AFI百年百大電影 - 提名[179]
- AFI百年百大驚悚電影 - 第74名
- AFI百年百大英雄與反派[180]
  - 羅伊·貝提（反派） - 提名
  - 瑞克·戴克（英雄） - 提名
- AFI百年百大電影台詞[181]
  - 「我曾見過人類無法想像的美，我曾見太空戰艦在獵戶星座旁熊熊燃燒，注視C射線在天國之門的黑暗裡閃耀，而所有過往都將消失於時間，如同淚水消失在雨中……死亡的時刻，到了。」 - 提名
- AFI百年電影史電影配樂 - 提名[182]
- AFI百年百大電影10週年版 - 提名[183]
- AFI十大類型十大佳片 - 科幻電影第6名[184]

## 版本
本片共有多達七種版本，但眾所皆知的只有導演剪輯版及標準版：
- 毛片版（workprint version）

片長113分鐘。為1982年3月於達拉斯與丹佛為測試觀眾反應舉辦試映的版本。
- 聖地牙哥突擊試映版（未發行影音軟體）

1982年5月於聖地牙哥舉辦的突擊試映會版本。內容基本上與毛片版相同，但加入了三處新畫面。
- 美國院線上映版（原始版(Original Version)）

或被稱為國內版（domestic cut）。片長116分鐘。
- 國際原始剪輯版（標準版）

1982年於歐洲與日本上映版本，比美國院線版包含更多暴力畫面，在VHS影帶與著名當代經典名片發片商「標準收藏」所推出的LD版本(Criterion Collection Laserdisc)上發售。
- 美國CBS電視台播出版本（未發行影音軟體）

1986年2月6日於CBS頻道播出，片長114分鐘。除了剪去片中暴力、裸露畫面與部分不雅對白之外，片頭的敘述字幕並由電視台自行加上了播報員旁白。
- 雷利·史考特承認的1992年導演剪輯版

因為未經授權的1991年版本而發行，是首次以DVD發行的官方版本，片長116分鐘。
- 最終版

2007年由雷利·史考特親自監修，並在院線重映與發行DVD、BD及UHD影音光碟，片長116分鐘。

### 院線版（1982年，116分鐘）
1982年美國及歐洲上映的院線版，給了一個「完美結局」（畫面並利用了史丹利·庫柏力克作品《鬼店》（The Shining）裡被剪除的片段），並在試映會觀眾反應影片難以理解後，在製作人要求下在後製時加上一段旁白。雖然旁白有數種不同版本，史考特跟哈里遜福特卻都不喜歡，並且拒絕將其加入影片中。有小道消息說，福特為了讓他們不要用旁白，而故意將旁白唸得很爛，但在最終版DVD花絮對福特的訪談中，他卻指出並不是這麼回事。IMDB. (2005)銀翼殺手豆知識 （页面存档备份，存于）

### 導演剪輯版（1992年，116分鐘）
在1990年，華納兄弟短暫的讓戲院放映一份七厘米的毛片拷貝帶，並以導演版的名義宣傳。然而雷利史考特公開否認毛片版是自己的作品，稱其剪輯得粗製濫造，也缺乏范吉利斯替影片所做的得獎配樂。爲了回應史考特對這件事的不滿（也有部份是因它在90年代早起再度掀起熱潮），華納兄弟決定重新剪接一個確定的導演版，並在史考特的意思下預定在1992年發售。
他們雇用曾修復毛片版《银翼杀手》，並爲他們做諮商的影片修復師麥可·艾瑞克（Michael Arick），與史考特一起帶領整個計畫。他首先跟曾任《银翼杀手》助理剪接師的萊斯海利在倫敦花了幾個月，將史考特想要變動的電影部份彙整成一份清單。他也從導演本人那裡得到許多建議和指示。艾瑞克對影片作了數段變更，大部分是較為次要的，包括重新插入接近片尾時，戴克在靠近他公寓穿堂上找尋蓋夫所摺的紙獨角獸片段。而大部分人認為對本片的觀感造成巨大差異的三個主要改變為：移除戴克帶有解釋性質的口白，重新安插獨角獸奔越森林的夢境畫面，以及刪除片商強加的「美好結局」，包括一些跑片尾製作名單時的關連影像。
史考特曾抱怨過時間與金錢的限制還有拍《末路狂花》的負擔，讓他沒辦法將影片修到滿意的程度，雖然他在1992年重新發行之後稍感滿意，卻並未對導演剪輯版感到完全滿足。

### 特別剪輯版
或許是他的抱怨起了作用，2000年中旬史考特被要求剪接一個最終的確定版本，在2001年中旬剪接工作完成。更改的部份包括將原本底片作數位化、重新處理特效，以及將音響以杜比數位五點一環繞聲道呈現。不同於1992年匆促發行的導演版，史考特本人在過程中全程監督。特別剪輯版DVD在2001年耶誕期間發售，原本有謠言說將會是一套三碟，包含完整國際院線版、1992年導演剪輯版及新添加刪除場景的版本，另外有額外的卡司陣容訪談，以及幕後花絮《在銀翼殺手的刀尖上》(On the Edge of Blade Runner)。 
然而華納兄弟在與履約保證人（尤其是製片人之一傑瑞·帕倫奇歐(Jerry Perenchio)）發生法律糾紛無限期延後發行特別剪輯版後，當影片預算從2150萬超支到2800萬時，華納兄弟將影片所有權割讓給履約保證人。在2005年這件法律糾紛仍然未解決。

### 最终剪辑版（2007年，117分鐘）
2007年12月16日，於北美地區率先推出了《银翼杀手》的最終剪輯版DVD。
最终剪辑版最大的变化，在於结局對男主角瑞克戴克是否為人造人這一點，出現了更多的想像空間。
該版本利用最新技術提高畫面品質和音效，特效經過修飾與重製，2019年的洛杉磯變得更為逼真。另外甚至還找回當時飾演左拉一角的演員瓊安娜·卡西迪補拍臉部畫面後合成，以彌補當年舊版本中她被福特開槍射殺時撞破玻璃的場景，明顯看得出是由替身頂著假髮上陣的破綻。舊版本當中哈里遜·福特後製錄音對白與嘴型不合的部分，則找來福特的兒子班傑明（Benjamin Ford）跨刀，重製合成台詞的嘴型。
此版本對於部分舊版中造成劇情出現矛盾的台詞與畫面，也出現了明顯的修改與追加（諸如戴克與布萊恩在觀看追捕對象的人造人資料這一幕中，布萊恩提到李昂的資料，以及關於人造人死亡人數內容的對白）。一些場景與音效也再度追加修改甚至重新拍攝，與1992年版本之間又出現了差異。

## 衍生作品

### 幕後紀錄
- 在2000年7月15日播出，由諾伯斯蓋特有限公司為英國第四頻道（Channel 4）電視台製作，安德魯·艾伯特（Andrew Abbott）執導，馬克·柯莫德（Mark Kermode）主持、編劇的特輯節目「在银翼杀手的刀尖上」（On the Edge of Blade Runner，片長55分鐘），此節目中包括收錄了原作者狄克生前受訪珍貴的畫面，以及製作小組的訪談，內容包括史考特談論在創作過程中的細節及前製期的混亂。還有保羅·M·桑蒙與芬奇關於菲利普·狄克和他的原著《仿生人是否夢見電子羊？》的側寫分析。原本預定將收錄在2007年發行的最終剪輯版套裝DVD中，可惜最後因版權問題仍未實現。

除了哈里遜·福特跟西恩·楊以外的其他演員專訪也穿插其中，從這些訪談中可得知，在一個嚴格不妥協的導演指揮下，以及炎熱、潮濕甚或起霧的狀況下拍攝這部電影的辛苦。在這種情況下預算耗盡了，讓每個人都更有壓力。另外也有對一些拍攝地點的巡禮，最惹人注目的就是片中賽巴斯汀住處的取景地布萊德伯利大樓（Bradbury Building）和華納兄弟建造的2019年洛杉磯街道外景，跟雷利的灰暗版本看起來相當不同。
紀錄片中還詳述試映的後製作業編輯與變更（口白與美滿結局，刪掉賀登住院的場景）、特效、范吉利斯的音樂，還有在麥可·戴理及史考特因電影作業遭到抨擊，使投資人跟製片者升到最高點的不愉快關係。還有戴克是否為複製人的問題被提出。雖然曾經身為悽慘的票房毒藥，《银翼杀手》卻在影片出租市場捲土重來，雷利的毛片版在1990年5月於洛杉磯「Fairfax」戲院試映時得到相當熱烈的迴響，讓華納兄弟要持有影片的麥可·艾瑞克(Michael Arick)重做一個導演版。
- 片長27分鐘的「震盪未來」(Future Shocks)，是「Film 101」節目系列的其中一集，是由安大略電視台在2003年拍攝的較新紀錄片。其中訪問了執行製作人巴德·尤金(Bud Yorkin)與席德·米德(Syd Mead)，也訪問了包括西恩·楊在內的演員，然而哈里遜·福特的訪談則依舊從缺。還有科幻小說作家羅伯·J·索耶(Robert J. Sawyer)的評論，以及整部紀錄片焦點的影評。奧墨斯代替福特參加這部影片，還有楊、沃許、卡西迪與桑德森敘述個人拍片期間的經驗。他們還敘述一個有關劇組人員拍攝雷利照片來製作T恤的故事。影片的各種版本被拿出來討論，還有《银翼杀手》對未來的預言有多麼精確。

- 2007年收錄於最終剪輯版DVD中的「危險的日子：银翼杀手幕後」（Dangerous Days：Making Blade Runner，片長213分鐘），由查爾斯·迪·羅吉瑞卡（Charles de Lauzirika）執導，是與最終剪輯版一併製作的紀錄片。全片由包括哈里遜·福特、西恩·楊、雷利·史考特在內的80多名幕前幕後工作人員訪談所構成。

全片分為8章，依序自企画開始到選角、美術設計、攝影、特効等製作過程陸續解說。最後一章並收錄關於《银翼杀手》所產生的種種爭論經緯。

### 小說
參考：小說與電影的差異性
在一個失敗作品之後，最初的電影劇本由漢普頓·芬奇（Hampton Fancher）於1980年選出。這個劇本是以菲利普·K·迪克的作品《仿生人是否夢見電子羊？》為基礎加以大幅度改編。然而芬奇的劇本較著重環境議題，而非小說中注重的人性與理念問題。當雷利·史考特接手本片後，他想要更改劇本，最後聘請了大衛·皮柏斯來接手芬奇不願意重寫的劇本。影片片名在寫作途中也更改好幾次，在定案為《银翼杀手》之前，芬奇近期的草稿是以《危險的日子》（Dangerous Days，此標題後來成為最終版DVD的附錄製作花絮紀錄片標題）來稱呼。而定案片名《银翼杀手》實際上是在取得許可後，借用了威廉·S·布洛斯（William S. Burroughs）對亞倫·E·諾斯（Alan E. Nourse）1974年小說《銀翼殺手》的書名。
由於芬奇的劇本與小說的紛歧、電影拍攝前及拍攝中屢次重寫，還有史考特從未完整讀過原著小說的事實，使影片本身與原著相去甚遠。
最明顯的區別是原著中逃亡的不是人造人(現代已成功的試管嬰兒和發展中的複製人延長)，而是外觀似人的機器人(仿生人)，只是在最低限度地使用生物基因和組織，概念接近《未來戰士》的終結者。改寫的原因明顯是原著中忽略了只需要把受測試對象照X光，而不需要問話就可以分別人真人和仿生人的錯誤。相對下而電影強調人造人是因為沒有在足夠在人類社會經驗，而會在問話時被識破，代表了人之所以是人不只是生物學的存在也是社會的存在，而本片也引出在真實世界同樣未有足夠社會經驗的兒童的權利問題。
改寫招致許多批評，而儘管《仿生人是否夢見電子羊？》曾以《銀翼殺手》為小說標題再版，企圖要刺激買氣，支持者仍將其視爲兩部不同的獨立作品。有些小說的主題被忽略或完全被移除。包括人口的生殖能力、不孕症、宗教與大眾媒體的相關議題，還有狄克對於自己是否是人類的懷疑，以及真實與人造的情感與寵物的對比。
在菲利普於1982年過世前，影片製作人曾放映了一些粗略剪接的鏡頭讓他試看。雖然電影與他的原著之間有重大出入，而且他對好萊塢的疑慮眾所皆知，但他在看完後卻對影片變得非常有熱忱。甚至預言道：「這將會改變我們對電影的看法。」

### 系列作品
狄克的友人K·W·傑特撰寫了瑞克·戴克後續的故事，發行了三本官方承認的「銀翼殺手」小說續集，企圖融合《银翼杀手》與《仿生人是否夢見電子羊？》的諸多差異。分別為《Blade Runner 2: The Edge of Human》、《Blade Runner 3: Replicant Night》及《Blade Runner 4: Eye and Talon》。然而小說《銀翼殺手第2集》與影片極不連貫，差異包括了死去角色的復活與大自然環境的修復。導致這本小說比起續集來更像是在平行宇宙發生的事情。
大衛·皮普爾斯這位《银翼杀手》的共同編劇與創作1998年電影《兵人》的劇作家，曾說過「兵人」是以成為「银翼杀手」周邊系列為目的創作。「兵人」的故事發生在同一個世界中，然而本片是屬於非官方版本的周邊作品，因為它從未被擁有影片《银翼杀手》所有權與其世界版權的合夥人正式承認過。
雖然不是正式的「銀翼殺手系列」的一員，許多影迷仍注意到1999年的電視影集Total Recall 2070與《银翼杀手》的相似性。許多人將其列入銀翼殺手系列，或者至少是與同一個世界的產物。這並不是毫無根據，因為「Total Recall 2070」的概念是基於菲利普·狄克的兩個作品：「We Can Remember It for You Wholesale」（電影《魔鬼總動員》原著）及《仿生人是否夢見電子羊？》，正是《银翼杀手》的原著而來。

### 遊戲及漫畫
- 银翼杀手衍生了兩款電腦遊戲。第一款（英语：Blade Runner (1985 video game)）為「CRL Group PLC」設計，在舊型電腦平台Commodore 64和ZX Spectrum上執行。另一款是美國Westwood Studios公司在個人電腦平台所設計的動作冒險遊戲《银翼杀手》，加入電影裡沒有的新角色和新劇情，並結合電影的聲優及場景。劇情設定是與電影同時進行的，玩家必須扮演另一個與戴克同樣職業，但從未見過面的複製人殺手(replicant-hunter)。遊戲有多線劇情，此外每個非玩家角色(NPC)都擁有自己獨立的AI。令人遺憾的是為了這款遊戲所開發的獨特3D引擎，在遊戲上市後這技術卻被超越了，使得遊戲的賣點大減。

- 银翼杀手原創棋盤遊戲1982年在加州被設計出來，這是個很類似《蘇格蘭特警》(Scotland Yard)的桌上型遊戲。

- 家用遊戲機PlayStation的遊戲－《劫持者》(Snatcher)更是大受《银翼杀手》的影響，兩者存在很多相似點及細節。[187]

- 阿奇·古德溫（英语：Archie Goodwin (comics)）將银翼杀手改編成漫畫：《A Marvel Comics Super Special: Blade Runner》，並在1982年9月出版。封面由吉姆·史特蘭柯（Jim Steranko）繪製，共45頁。彩色漫畫內容由艾爾·威廉森（Al Williamson）、卡洛斯·葛森（Carlos Garzon）、丹·格林（Dan Green）和雷夫·瑞斯（Ralph Reese）共同繪製。但由於改編漫畫後內容不佳，電影對白引用錯誤百出，不但普遍接受度低，還受到各方嘲笑。另外也有諷刺「银翼杀手」的模仿漫畫出現，是由「瘋狂」(Crazy)雜誌連載，叫做《倒楣殺手》(Blade Bummer)的作品。[188]

- 另一部《银翼杀手》相關漫畫是《人型反照》(Albedo Anthropomorphics)，由史提夫·蓋勒希（Steve Gallacci）執筆。他創造了原型人造人Bad Rubber(Nubmer 0)，用來諷刺電影銀翼殺手裡的擬人化複製人。電影主角戴克在這部漫畫裡面叫做Rick Duckard，是一隻鴨子。

## 續集
主要攝影於2016年7月開始。華納兄弟將負責美國國內的發行；而索尼（透過哥倫比亞影業）則擔任海外部份的發行商。2016年3月11日，據《綜藝》雜誌報導，羅蘋·萊特將飾演其中一個角色，4月，巴帝斯塔、安娜·德哈瑪斯與希薇亞·荷克絲加入了劇組。2016年6月，麥坎西·黛維斯以及巴克哈德·阿卜迪參與演出；大衛·達斯馬齊連和希安·阿巴斯於同年7月加入。8月，傑瑞德·雷托確認參演。

## 備註
1. ↑  有一位已在試圖入侵泰瑞企業時被「活活燒死」，另外一位則沒有登場[18]。
2. ↑  在未拍攝的橋段裡，羅伊殺死泰瑞博士後發現對方也是人造人，真正的泰瑞博士已死並葬於石棺之中[26][影 1]。
3. ↑  正式名稱為「赫伯·杰夫聯合公司」（Herb Jaffe Associates）[30]。
4. ↑  原文：
5. ↑  該小說原本是一部電影的剧本小样，藍本是艾伦·E·诺斯的小说《The Bladerunner》[61]。
6. ↑  原文：
7. ↑  原文：
8. ↑  原文：
9. ↑  保罗凭借在这些试镜中的表现，得到了片中開场被擊傷的那位銀翼殺手賀登一角[影 25]。
10. ↑  尼尔金後來獲選飾演第六名人造人瑪莉（Mary）[18]，關於該角色參見#編劇。
11. ↑  米德在最終成片中掛名為「未來視覺設計」（Visual Futurist）。
12. ↑  孚卡測驗是銀翼殺手用來辨識人造人的測試，機器會檢測受試者對同理心相關問題的生理反應[103]。
13. ↑  不過賽巴斯汀房間的內景是在25號攝影棚拍攝[117]。
14. ↑  原文：

## 腳註
1. ↑  . British Board of Film Classification. 1982-05-27  [2016-01-08]. （原始内容存档于2016-03-22）.
2. ↑  . American Film Institute.   [2015-12-03]. （原始内容存档于2015-11-06）.
3. ↑  . British Film Institute.   [2015-12-03]. （原始内容存档于2015-12-06）.
4. ↑  . British Film Institute. London.   [2017-02-14]. （原始内容存档于2017-02-15）.
5. ↑  , The Numbers,   [2014-12-11], （原始内容存档于2014-12-16）
6. ↑  , Box Office Mojo,   [2014-04-12], （原始内容存档于2014-04-12）
7. . yesasia.com.   [2018-07-14]. （原始内容存档于2018-07-14）.
8. ↑  . www.catchplay.com.   [2024-10-25]. （原始内容存档于2024-07-24）.
9. ↑  Sammon, pp. xvi–xviii
10. ↑  Bukatman, p. 21; Sammon, p. 79
11. ↑  Conard, Mark T., , University Press of Kentucky, 2006  [2011-07-27], ISBN 978-0-8131-2422-3, （原始内容存档于2014-04-07）
12. ↑  Bukatman, p. 41
13. ↑  Greenwald, Ted, , Wired Issue 15.10, 2007-09-26  [2011-07-27], （原始内容存档于2013-06-18）
14. ↑  Barber, Lynn, , The Observer (London: Guardian News and Media), 2002-01-06  [2011-07-27], （原始内容存档于2008-07-20）
15. ↑  Hunt, Bill, , The Digital Bits, Inc., 2007-12-12  [2011-07-27], （原始内容存档于2014-02-22）
16. ↑  Sammon, pp. 353, 365
17. ↑  , The Digital Bits, Inc., 2007-07-26  [2011-07-27], （原始内容存档于2014-02-22）
18. 1 2 3 4 5 6 7 8  Sammon 1996，第55頁.
19. 1 2 3 4 5  Sammon 1996，第121頁.
20. 1 2  Ebert, Roger, , rogerebert.com, 1992-09-11  [2011-07-27], （原始内容存档于2013-03-04）
21. ↑  Ebiri, Bilge. . 纽约时报. 2019-07-25  [2019-07-25]. （原始内容存档于2019-07-25）.
22. ↑  Sammon 1996，第107頁.
23. ↑  Sammon 1996，第113頁.
24. ↑  Bukatman，第72頁.
25. ↑  Sammon 1996，第170頁.
26. ↑  Sammon 1996，第176-177頁.
27. 1 2  Sammon 1996，第143-144頁.
28. 1 2   (DVD), Warner Bros., 2007
29. ↑  Bukatman，第13頁; Sammon，第23頁; 1996.
30. ↑  L. A. Times Archives. . Los Angeles Times. 1991-12-09  [2024-09-25]. （原始内容存档于2024-09-26） （美国英语）.
31. 1 2  Sammon 1996，第23頁.
32. ↑  Sammon 1996，第25頁.
33. ↑  Sammon 1996，第25–26頁.
34. ↑  Sammon 1996，第27–29頁.
35. ↑  Sammon 1996，第29–30頁.
36. ↑  Sammon 1996，第30頁.
37. ↑  Sammon 1996，第31頁.
38. ↑  Sammon 1996，第32–33頁.
39. 1 2 3  Sammon 1996，第38頁.
40. ↑  Sammon 1996，第48頁.
41. ↑  Sammon 1996，第47頁.
42. ↑  Harper, Tom; Jury, Louise. . London Evening Standard. 2012-08-20  [2012-09-05]. （原始内容存档于2012-08-22）.
43. ↑  Sammon 1996，第49–63頁.
44. 1 2 3  Sammon 1996，第49頁.
45. 1 2  Sammon 1996，第39頁.
46. ↑  Sammon 1996，第39–41頁.
47. ↑  Sammon 1996，第40頁.
48. ↑  Sammon 1996，第41頁.
49. 1 2  Sammon 1996，第42頁.
50. 1 2  Sammon 1996，第50頁.
51. ↑  Sammon 1996，第65頁.
52. ↑  Bukatman，第18–19頁; Sammon，第66–67頁; 1996.
53. 1 2  Sammon 1996，第66頁.
54. 1 2  Sammon 1996，第37頁.
55. ↑  Sammon 1996，第172頁.
56. ↑  Sammon 1996，第36頁.
57. 1 2 3  Sammon 1996，第53頁.
58. ↑  Sammon 1996，第52頁.
59. ↑  Sammon 1996，第54頁.
60. ↑  Sammon 1996，第32頁.
61. ↑  Riesman, Abraham. . Vulture. 2017-10-04  [2024-10-03]. （原始内容存档于2017-10-10） （英语）.
62. ↑  Sammon 1996，第53–54頁.
63. ↑  Riesman, Abraham. . Vulture. 2017-10-04  [2024-09-22]. （原始内容存档于2017-10-10） （英语）.
64. ↑  Sammon 1996，第55–57頁.
65. ↑  Sammon 1996，第57頁.
66. ↑  Sammon 1996，第57–58頁.
67. 1 2  Sammon 1996，第62頁.
68. 1 2 3  Sammon 1996，第59頁.
69. ↑  Sammon 1996，第61頁.
70. ↑  Sammon 1996，第63頁.
71. ↑  Sammon 1996，第126頁.
72. 1 2  Sammon 1996，第120頁.
73. ↑  Sammon 1996，第63–64頁.
74. ↑  Sammon 1996，第67–69頁.
75. 1 2 3  Sammon 1996，第284頁.
76. 1 2  Boonstra, John, , Rod Serling's the Twilight Zone Magazine 2 (3), June 1982, 2 (3): 47–52  [2011-07-27], （原始内容存档于2013-05-28） –Philip K. Dick
77. ↑  Blade Runner film, dedication after credits, 1:51:30
78. 1 2  Sammon 1996，第83頁.
79. ↑  Sammon 1996，第85頁.
80. ↑  Sammon 1996，第85–86頁.
81. ↑  , Moono.com, 2007-07-05  [2011-07-27], （原始内容存档于2012-02-24）
82. ↑  Sammon 1996，第88–89頁.
83. ↑  Sammon 1996，第88頁.
84. ↑  . 時代雜誌.   [2021-06-18]. （原始内容存档于2021-09-30）.
85. ↑  Sammon 1996，第89頁.
86. ↑  Sammon 1996，第90頁.
87. ↑  Sammon 1996，第130頁.
88. ↑  Hauer, Rutger. . RutgerHauer.org (访谈). 2001-02-07  [2011-07-27]. （原始内容存档于2012-09-09）.[自述来源]
89. ↑  Sammon 1996，第195-196頁.
90. ↑  Fullerton, Huw. . Radio Times. 2019-07-25  [2020-07-30]. （原始内容存档于2018-07-20）.
91. 1 2  Sammon 1996，第115–116頁.
92. ↑  Sanderson, William. . BladeZone.  與Brinkley, Aaron的访谈. 2000-10-05  [2011-07-27]. （原始内容存档于2014-04-28）.
93. ↑  Sammon 1996，第119頁.
94. ↑  Sammon 1996，第74頁.
95. ↑  Sammon 1996，第73頁.
96. 1 2 3  Sammon 1996，第76頁.
97. ↑  Sammon 1996，第74–75頁.
98. ↑  Monahan, Mark, , 每日电讯报 (London), 2003-09-20  [2011-07-27], （原始内容存档于2008-06-21）
99. ↑  Wheale, Nigel, , 勞特利奇: 107, 1995  [2011-07-27], ISBN 978-0-415-07776-7, （原始内容存档于2021-04-14）
100. ↑  Bukatman，第61–63頁; Sammon，第111頁; 1996.
101. ↑  Sammon 1996，第76–77頁.
102. ↑  Sammon 1996，第78–79頁.
103. ↑  Sammon 1996，第106–107頁.
104. ↑  Sammon 1996，第106頁.
105. 1 2  Winfield, Gene. . BladeZone.  與Willoughby, Gary的访谈.   [2011-07-27]. （原始内容存档于2013-09-27）.
106. ↑  Sammon 1996，第99頁.
107. ↑  Sammon 1996，第79–80頁.
108. ↑  Sammon 1996，第117頁.
109. ↑  , ScreenJunkies, 2010-03-30  [2011-07-27], （原始内容存档于2014-04-04）, though press kits for the film stated that the spinner was propelled by three engines: "conventional internal combustion, jet and anti-gravity".
110. ↑   (PDF). 流行文化博物館. （原始内容 (PDF)存档于2011-01-24）.
111. 1 2 3 4  Sammon 1996，第98頁.
112. 1 2  Sammon 1996，第125頁.
113. ↑  Sammon 1996，第97頁.
114. ↑  Sammon 1996，第137頁.
115. ↑  Sammon 1996，第98–99頁.
116. ↑  Sammon 1996，第110頁.
117. ↑  Sammon 1996，第139頁.
118. ↑  Sammon 1996，第136頁.
119. ↑  Sammon 1996，第223頁.
120. ↑  Sammon 1996，第222頁.
121. ↑  Sammon 1996，第129頁.
122. ↑  Sammon 1996，第226頁.
123. ↑  Sammon 1996，第267頁.
124. ↑  . DouglasTrumbull.com. Trumbull Ventures. 2010  [2015-09-21]. （原始内容存档于2015-07-04）.[自述来源]
125. ↑  Savage, Adam, , Popular Mechanics, July 2007, （原始内容存档于2015-04-02）
126. ↑  , Nemo Studios,   [2011-07-27], （原始内容存档于2013-10-19）
127. ↑  Sammon, pp. 271–274
128. 1 2 3  Sammon, pp. 419–423
129. ↑  Larsen, Peter, , London: Reaktion Books: 179, 2007, ISBN 978-1-86189-341-3
130. ↑  . Scribble.com.   [2012-05-23]. （原始内容存档于2012-05-18）.
131. ↑  Jenkins, Mary. (1997) The Dystopian World of Blade Runner: An Ecofeminist Perspective （页面存档备份，存于）
132. 1 2  . Faqs.org.   [2012-05-23]. （原始内容存档于2014-04-04）.
133. ↑  Kerman, Judith. (1991) Retrofitting Blade Runner: Issues in Ridley Scott's "Blade Runner" and Philip K. Dick's "Do Android's Dream of Electric Sheep?" ISBN 978-0-87972-510-5
134. ↑  Bukatman, pp. 80–83
135. ↑  Tristram Fane Saunders. . The Daily Telegraph. 2017-10-05  [2019-03-12]. （原始内容存档于2019-03-11）.
136. ↑  Sammon, p. 362
137. ↑  Peary, Danny (编), , , Omni (magazine) / Doubleday (publisher): 293–302, 1984, ISBN 978-0-385-19202-6
138. ↑  Kaplan, Fred, , The New York Times, 2007-09-30  [2011-07-27], （原始内容存档于2018-02-05）, The film's theme of dehumanization has also been sharpened. What has been a matter of speculation and debate is now a certainty: Deckard, the replicant-hunting cop, is himself a replicant. Mr. Scott confirmed this: 'Yes, he's a replicant. He was always a replicant.'
139. ↑  Adam White. . The Daily Telegraph. 2017-10-02  [2019-03-11]. （原始内容存档于2019-03-29）. [RIDLEY SCOTT] Gaff, at the very end, leaves an origami, which is a piece of silver paper you might find in a cigarette packet, and it's a unicorn. Now, the unicorn in Deckard's daydream tells me that Deckard wouldn't normally talk about such a thing to anyone. If Gaff knew about that, it's Gaff's message to say, 'I've read your file, mate.'
140. ↑  , BBC News, 2000-07-09  [2011-07-27], （原始内容存档于2014-04-06）
141. ↑  Bukatman, p. 83
142. ↑  Hills, Matt "Academic Textual Poachers: Blade Runner as Cult Canonical Film" in Brooker, pp. 124–141
143. ↑  Sammon, p. 309
144. ↑  Bukatman, p. 34; Sammon, p. 316
145. ↑  Sammon, pp. 316–317
146. ↑  Sammon, pp. 313–315
147. ↑  Hicks, Chris, , Deseret News Publishing Co, 1992-09-11  [2011-07-27], （原始内容存档于2014-04-07）
148. ↑  Quoted in Sammon, p. 313 and p. 314, respectively
149. ↑  Kael, Pauline. . Holt, Rinehart and Winston. 1984: 360–365. ISBN 978-0-03-069361-8.
150. ↑  Ebert, Roger, , Chicago Sun-Times, 2007-11-03  [2011-07-27], （原始内容存档于2012-10-21）
151. 1 2  . Rotten Tomatoes.   [2013-06-02]. （原始内容存档于2014-04-17）.
152. ↑  , NY Times,   [2011-07-27], （原始内容存档于2013-05-17）
153. ↑   (pdf). British Society of Cinematographers.   [2024-10-05] （英语）.
154. ↑  . Los Angeles Film Critics Association.   [2018-06-27]. （原始内容存档于2018-06-27） （英语）.
155. ↑  . World Science Fiction Society. 2007-07-26  [2010-04-19]. （原始内容存档于2011-05-07） （英语）.
156. ↑  . Golden Globes.   [2024-10-05]. （原始内容存档于2024-10-07） （美国英语）.
157. ↑  . www.oscars.org.   [2024-10-05]. （原始内容存档于2018-04-17） （英语）.
158. ↑  Hoberman, J., , Village Voice Critics' Poll, 2001  [2011-07-27], （原始内容存档于2014-03-31）
159. ↑  , Awesome Inc, 2002-06-12  [2011-07-27], （原始内容存档于2012-03-13）
160. ↑  , Sight & Sound, 2002  [2011-07-27], （原始内容存档于2012-05-15）
161. ↑  Schröder, Nicolaus, , Gerstenberg, 2002, ISBN 978-3-8067-2509-4 （德语）
162. ↑  , 1001beforeyoudie.com, 2002-07-22  [2011-07-27], （原始内容存档于2014-01-10）
163. ↑  , Entertainment Weekly, 2003-05-23  [2011-07-27], （原始内容存档于2014-03-31）
164. ↑  , The Guardian (UK),   [2011-07-27], （原始内容存档于2013-07-25）
165. ↑  Jha, Alok, , The Guardian (UK), 2004-08-26  [2011-07-27], （原始内容存档于2013-03-08）
166. ↑  , The Guardian (UK), 2004-08-26  [2011-07-27], （原始内容存档于2013-07-26）
167. ↑  Total Film, , Total Film (Future Publishing), 2005-10-24  [2011-07-27], （原始内容存档于2014-01-23）
168. ↑  , TIME, 2005-05-23  [2011-07-27], （原始内容存档于2011-08-22）
169. ↑  , TIME, 2005-02-12  [2011-07-27], （原始内容存档于2011-08-31）
170. ↑  Corliss, Richard, , TIME, 2005-02-12  [2011-07-27], （原始内容存档于2011-07-25）
171. ↑  George, Alison, , New Scientist (Reed Business Information Ltd), 2008-11-12  [2011-07-27], （原始内容存档于2014-04-06）
172. ↑  George, Alison, , New Scientist (Reed Business Information Ltd), 2008-10-01  [2011-07-27], （原始内容存档于2014-04-06）
173. ↑  , Empire,   [2011-07-26], （原始内容存档于2013-10-14）
174. ↑  Pirrello, Phil; Collura, Scott; Schedeen, Jesse, , IGN Entertainment Inc,   [2011-07-27], （原始内容存档于2019-07-01）
175. ↑  Total Film, , Total Film (Future Publishing),   [2011-07-27], （原始内容存档于2013-12-22）
176. ↑  , Sight & Sound, 2012  [2012-09-20], （原始内容存档于2013-10-26）
177. ↑  , Sight & Sound, 2012  [2012-09-20], （原始内容存档于2014-04-18）
178. ↑  Hayashi, Chiaki,  (PDF), American Film Institute, 2007-07-20  [2011-07-27], （原始内容存档 (PDF)于2011-08-07）
179. ↑   (PDF).   [2016-12-26]. （原始内容存档 (PDF)于2013-11-04）.
180. ↑   (PDF).   [2016-12-26]. （原始内容存档 (PDF)于2011-06-28）.
181. ↑   (PDF).   [2016-12-26]. （原始内容存档 (PDF)于2013-11-06）.
182. ↑  "Citizen Kane Stands the Test of Time" （页面存档备份，存于）, June 20, 2007, News release about the 2007 list
183. ↑  American Film Institute, , 2008-06-17  [2011-07-27], （原始内容存档于2013-03-03）
184. ↑  John Howell. . SFFMedia. 2007-12-09  [2007-12-11]. （原始内容存档于2007-12-12）.
185. ↑  Gray, Christy "Originals and Copies: The Fans of Philip K. Dick, Blade Runner and K. W. Jeter" in Brooker, pp. 142–156
186. ↑  .   [2006-11-07]. （原始内容存档于2007-01-04）.
187. ↑  .   [2006-11-07]. （原始内容存档于2014-04-28）.
188. ↑  Mia Galuppo. . The Hollywood Reporter. 2016-02-18  [2016-02-19]. （原始内容存档于2016-02-18）.
189. ↑  Kroll, Justin. . Variety. 2016-03-31  [2016-12-26]. （原始内容存档于2016-04-01）.
190. ↑  Perry, Spencer. . Coming Soon. 2016-04-02  [2016-12-26]. （原始内容存档于2016-04-06）.
191. ↑  Pedersen, Erik. . Deadline. 2016-04-04  [2016-12-26]. （原始内容存档于2016-04-04）.
192. ↑  Sneider, Jeff. . The Wrap. 2016-04-21  [2016-12-26]. （原始内容存档于2016-04-23）.
193. ↑  Petski, Denise. . Deadline. 2016-04-26  [2016-12-26]. （原始内容存档于2016-04-27）.
194. ↑  Kit, Borys. . The Hollywood Reporter. 2016-06-07  [2016-12-26]. （原始内容存档于2016-06-08）.
195. ↑  McNary, Dave. . Variety. 2016-06-28  [2016-12-26]. （原始内容存档于2016-06-29）.
196. ↑  . Hollywood Reporter.   [2016-06-29]. （原始内容存档于2016-07-01）.
197. ↑  .   [2016-12-26]. （原始内容存档于2016-09-19）.
198. ↑  Kroll, Justin. . 2016-08-18  [2016-08-19]. （原始内容存档于2016-08-18）.

影音
1. ↑  Production Begins 2007，第13分鐘、第14分鐘處，喬·特科爾、魯格·豪爾、席德·米德的說詞
2. ↑  Screenwriting and Dealmaking 2007，第2分鐘、第3分鐘處
3. ↑  Screenwriting and Dealmaking 2007，第2分鐘、第3分鐘處，漢普敦·芬奇的說詞
4. ↑  Screenwriting and Dealmaking 2007，第3分鐘、第4分鐘處，漢普敦·芬奇、麥可·迪利的說詞
5. ↑  Screenwriting and Dealmaking 2007，第6分鐘處，麥可·迪利、漢普敦·芬奇的說詞
6. ↑  Screenwriting and Dealmaking 2007，第7分鐘處，麥可·迪利的說詞
7. ↑  Screenwriting and Dealmaking 2007，第8分鐘處，雷利·史考特的說詞
8. ↑  Screenwriting and Dealmaking 2007，第8分鐘、第9分鐘處，麥可·迪利、艾佛·鮑威爾（Ivor Powell）的說詞
9. ↑  Screenwriting and Dealmaking 2007，第10分鐘處，麥可·迪利的說詞
10. ↑  Screenwriting and Dealmaking 2007，第12分鐘處，大衛·史奈德和凱瑟琳·哈伯（Katherine Haber）的說詞
11. ↑  Screenwriting and Dealmaking 2007，第12分鐘處，麥可·迪利的說詞
12. ↑  Screenwriting and Dealmaking 2007，第15分鐘處，麥可·迪利的說詞
13. ↑  Screenwriting and Dealmaking 2007，第5分鐘處，漢普敦·芬奇的說詞
14. ↑  Assembling The Cast 2007，第16分鐘處，雷利·史考特的說詞
15. ↑  Screenwriting and Dealmaking 2007，第7分鐘處，漢普敦·芬奇的說詞
16. ↑  Screenwriting and Dealmaking 2007，第7分鐘處，麥可·迪利的說詞
17. ↑  Assembling The Cast 2007，第0分鐘處，保羅·M·薩蒙（Paul M. Sammon）的說詞
18. ↑  Assembling The Cast 2007，第1分鐘處，雷利·史考特的說詞
19. ↑  Assembling The Cast 2007，第2分鐘處，麥可·迪利的說詞
20. ↑  Assembling The Cast 2007，第3分鐘處，漢普敦·芬奇的說詞
21. ↑  Assembling The Cast 2007，第4分鐘處，哈里遜·福特的說詞
22. ↑  Assembling The Cast 2007，第3分鐘處，漢普敦·芬奇的說詞
23. ↑  Assembling The Cast 2007，第0分鐘處，畫面
24. ↑  Assembling The Cast 2007，第6分鐘處，凱瑟琳·哈伯（Katherine Haber）的說詞
25. ↑  Assembling The Cast 2007，第17分鐘處，摩根·保罗的說詞
26. ↑  Assembling The Cast 2007，第9分鐘處，摩根·保罗的說詞
27. ↑  Assembling The Cast 2007，第10分鐘處，雷利·史考特的說詞
28. ↑  Assembling The Cast 2007，第8分鐘處，麥可·迪利的說詞
29. ↑  Assembling The Cast 2007，第16分鐘、第17分鐘處，雷利·史考特的說詞
30. ↑  Assembling The Cast 2007，第16分鐘處，麥克·芬頓的說詞
31. ↑  Assembling The Cast 2007，第13分鐘處，黛瑞·漢娜的說詞
32. ↑  Assembling The Cast 2007，第12分鐘處，黛瑞·漢娜的說詞
33. ↑  Assembling The Cast 2007，第14分鐘處，黛瑞·漢娜的說詞
34. ↑  Designing the Future 2007，第5分鐘、第6分鐘處，湯姆·紹斯韋爾（Tom Southwell）的說詞
35. ↑  Designing the Future 2007，第3分鐘、第4分鐘處，席德·米德的說詞
36. ↑  Designing the Future 2007，第7分鐘、第8分鐘處，席德·米德的說詞
37. ↑  Designing the Future 2007，第2分鐘、第3分鐘處，雷利·史考特的說詞
38. ↑  Designing the Future 2007，第1分鐘處，席德·米德的說詞
39. ↑  Designing the Future 2007，第3分鐘處，保羅·M·薩蒙（Paul M. Sammon）的說詞
40. ↑  Designing the Future 2007，第5分鐘、第6分鐘處，湯姆·紹斯韋爾（Tom Southwell）的說詞
41. ↑  Designing the Future 2007，第20分鐘處，湯姆·紹斯韋爾（Tom Southwell）的說詞
42. ↑  Designing the Future 2007，第21分鐘、第22分鐘處，湯姆·紹斯韋爾（Tom Southwell）的說詞
43. ↑  Designing the Future 2007，第9分鐘、第10分鐘處，吉恩·温菲尔德的說詞
44. ↑  Designing the Future 2007，第10分鐘處，吉恩·温菲尔德的說詞
45. ↑  Designing the Future 2007，第11分鐘處，吉恩·温菲尔德的說詞
46. ↑  Production Begins 2007，第12分鐘處，傑夫·克隆威斯的說詞
47. ↑  Production Begins 2007，第24分鐘處，艾佛·鮑威爾（Ivor Powell）、雷利·史考特的說詞
48. ↑  Designing the Future 2007，第14分鐘、第15分鐘處
49. ↑  Designing the Future 2007，第14分鐘、第15分鐘處，大衛·史奈德的說詞
50. ↑  Designing the Future 2007，第22分鐘、第23分鐘處，雷利·史考特、勞倫斯·普爾的說詞
51. ↑  Designing the Future 2007，第23分鐘、第24分鐘處，勞倫斯·普爾的說詞
52. 1 2  Production Begins 2007，第6分鐘處，傑瑞·帕倫奇歐、巴德·尤金的說詞
53. ↑  Production Begins 2007，第7分鐘處，大衛·畢波斯的說詞
54. ↑  Production Begins 2007，第8分鐘處，巴德·尤金的說詞
55. ↑  Production Begins 2007，第7分鐘處，艾佛·鮑威爾（Ivor Powell）的說詞
56. ↑  Post-Production Problems 2007，第2分鐘處，泰瑞·羅林斯的說詞
57. ↑  Post-Production Problems 2007，第1分鐘處，大衛·畢波斯的說詞
58. ↑  Post-Production Problems 2007，第1分鐘、第2分鐘處
59. ↑  Post-Production Problems 2007，第3分鐘、第4分鐘處
60. ↑  Post-Production Problems 2007，第2分鐘處，畫面
61. ↑  Visual Effects 2007，第9分鐘處，道格拉斯·特朗布爾的說詞
62. ↑  Visual Effects 2007，第2分鐘處，道格拉斯·特朗布爾的說詞
63. ↑  Visual Effects 2007，第0分鐘處，大衛·史奈德的說詞
64. ↑  Visual Effects 2007，第3分鐘處，道格拉斯·特朗布爾的說詞
65. ↑  Visual Effects 2007，第12分鐘處，道格拉斯·特朗布爾的說詞
66. ↑  Visual Effects 2007，第13分鐘處，馬克·斯泰森的說詞
67. ↑  Visual Effects 2007，第12分鐘處，馬克·斯泰森、比爾·喬治的說詞
68. ↑  Visual Effects 2007，第17分鐘、第18分鐘處
69. ↑  Visual Effects 2007，第10分鐘處，馬克·斯泰森、道格拉斯·特朗布爾的說詞
70. ↑  Visual Effects 2007，第11分鐘、第12分鐘處，大衛·卓萊爾（David Dryer）的說詞
71. ↑  Visual Effects 2007，第21分鐘、第22分鐘處
72. ↑  Visual Effects 2007，第22分鐘、第23分鐘處
73. ↑  Visual Effects 2007，第7分鐘、第8分鐘處，道格拉斯·特朗布爾、雷利·史考特的說詞
74. ↑  Visual Effects 2007，第8分鐘處，道格拉斯·特朗布爾、雷利·史考特的說詞
75. ↑  Visual Effects 2007，第8分鐘、第9分鐘處，理查·尤里希、比爾·喬治的說詞

### 引用作品
書籍
- Brooker, Will (编). . London: Wallflower. 2005. ISBN 978-1-904764-30-4.
- Bukatman, Scott. . London: British Film Institute. 1997. ISBN 978-0-85170-623-8.
- Eagan, Daniel (2010) America's Film Legacy: The Authoritative Guide to the Landmark Movies in the National Film Registry, A&C Black, ISBN 0826429777, pages 775–776
- Kerman, Judith (编). . Bowling Green University Popular Press. 1991. ISBN 978-0-87972-510-5.
- Morgan, David. Blade Runner （页面存档备份，存于） at 國家影片登記表
- Sammon, Paul M. . United States: HarperCollins. July 1996. ISBN 0-06-105314-7.

期刊
- Doll, Susan, and Greg Faller. 1986. "Blade Runner and Genre: Film Noir and Science Fiction." Literature Film Quarterly 14 (2): 89–100.
- Macarthur, David. . Film-Philosophy. 2017, 21 (3): 371–391  [2024-10-10]. doi:10.3366/film.2017.0056 . （原始内容存档于2022-08-15）.

影音（特別收錄）
說明：「第X分鐘處」指的是相關內容出現在X分鐘0秒至X分鐘59秒之間
- Crew.  [危險的日子：製作《銀翼殺手》]. Warner Bros. 2007 （英语）.（備註：含8個章節，總時長213:57）

| 排序 | 章節名稱                                      | 時長  |
| ---- | --------------------------------------------- | ----- |
| 1    | .                                             | 30:36 |
| 2    | .                                             | 22:43 |
| 3    | .                                             | 26:34 |
| 4    | . [2024-10-10]. （原始内容存档于2024-12-17）. | 28:46 |
| 5    | .                                             | 29:23 |
| 6    | .                                             | 28:47 |
| 7    | .                                             | 23:05 |
| 8    | .                                             | 24:09 |

### 延伸資料
書籍
期刊專題報導
- Lightman, Herb A.; Patterson, Richard. . American Cinematographer（英语：American Cinematographer）. July 1982, 63 (7): 684-687, 715-725  [2024-10-10]. （原始内容存档于2024-04-17） （英语）.ProQuest 2296249281
- . American Cinematographer（英语：American Cinematographer）. July 1982, 63 (7): 688-693, 725-732  [2024-10-10]. （原始内容存档于2024-04-17） （英语）.ProQuest 2296224442

## 外部連結
- 官方网站
- 互联网电影数据库（IMDb）上《Blade Runner》的资料（英文）
- TCM电影资料库上《银翼杀手》的资料（英文）
- 爛番茄上《Blade Runner》的資料（英文）
- 爛番茄上《Blade Runner: The Director's Cut》的資料（英文）
- Box Office Mojo上《银翼杀手》的資料（英文）
- Metacritic上《银翼杀手》的資料（英文）
- 中的“银翼杀手”